# Голубые обманщики
«Голубые обманщики» (англ. The Gay Deceivers) — фильм режиссёра Брюса Кесслера.

## Сюжет
Действие происходит в конце 1960-х в США во время войны во Вьетнаме. Дэнни и Эллиот пытаются избежать призыва в армию. Для этого они решили прикинуться геями. На призывной комиссии Эллиот заявил, что будет служить только с Дэнни, потому, что не сможет перенести разлуки с любимым человеком. В результате призывников признали негодными к службе. Но когда полковник Диксон начинает подозревать подлог, парням не остаётся ничего другого, как поселиться в квартале сексуальных меньшинств в коттедже, принадлежащем ярким манерным гомосексуалам Малколму и Крейгу и вести себя соответствующим образом. Проблемы начинаются, когда у семьи Дэнни появляются подозрения, что сын действительно является геем. Девушки парней также пребывают в недоумении.

## В ролях
| Актёр            | Роль         |
| ---------------- | ------------ |
| Кевин Кофлин     | Дэнни        |
| Майкл Грир       | Малколм      |
| Лоуренс П. Кэйси | Эллиот       |
| Себастьян Брук   | Крейг        |
| Джо Энн Харрис   | Лесли Девлин |

## Факты
По словам историка кино Вито Руссо, Майкл Грир, сыгравший гея Малколма и который сам был геем, приложил все силы для того, чтобы образ его персонажа получился максимально смешным и не таким гомофобным, каким он был прописан в сценарии.